# Mick Bates
Mick Bates (1947. szeptember 19. – 2021. július 12.) angol labdarúgó, középpályás.

## Pályafutása

### Klubcsapatokban
Bates labdarúgó-pályafutását a Leeds United csapatában kezdte el. Tagja volt a klub hatvanas- és hetvenes évekbeli sikercsapatának; a klubbal 1974-ben angol bajnokságot, valamint 1972-ben FA-kupát nyert. A klubbal háromszor szerepelt Vásárvárosok kupája döntőben; 1967-ben nem sikerült nyerniük a döntőben, azonban 1968-ban és 1971-ben már igen. Bates a Leeds csapatával szerepelt az 1973-as kupagyőztesek Európa-kupája-döntőjében is. A Leeds színeiben 1962 és 1976 között száznyolcvanhét bajnoki mérkőzésen lépett pályára, amelyeken kilenc gólt szerzett. 1976 és 1978 között az angol harmadosztályú Walsall, 1978 és 1980 között pedig az angol negyedosztályú Bradford Cityben futballozott. 1981-ben vonult vissza a negyedosztályú Doncaster Rovers csapatától.

## Sikerei, díjai
Leeds United
- Angol bajnok (1): 1973–74
- Angol kupa (1): 1971–72
- VVK-győztes (2): 1967–68, 1970–71